# Helenów (Czerniewice)
Pour les articles homonymes, voir Helenów.
Helenów est une localité polonaise de la gmina de Czerniewice, située dans le powiat de Tomaszów Mazowiecki en voïvodie de Łódź.